# Gibbon agile
Hylobates agilis
Espèce
Statut de conservation UICN

 EN A2cd : En danger
Statut CITES
Répartition géographique
Le Gibbon agile (Hylobates agilis) ou Ungko est une espèce de primate de la famille des hylobatidés ou gibbons.

## Caractéristiques
Le gibon agile mesure de 45 à 64 cm. La femelle pèse environ 5,4 kg et le mâle 5,8 kg. 
Ces primates peuvent être de couleurs variées notamment noir, brun ou brun-roux. 
Mâles et femelles ont des sourcils blancs ; les mâles ont en plus des favoris blancs.

## Habitat et répartition
Cette espèce est présente en Indonésie sur les îles de Sumatra et Bornéo, en Malaisie et en Thaïlande. Elle vit principalement dans les forêts de Dipterocarpaceae, on la trouve aussi dans les marécages.

## Écologie et comportement

### Alimentation
Comme les autres gibbons, il est principalement frugivore. Il se nourrit également de feuilles, de fleurs et d'insectes.

### Reproduction
Cette espèce est monogame et les couples restent ensemble jusqu'à la mort d'un des deux partenaires. La période de gestation est d'environ 7 mois. La femelle donne naissance à un seul petit. Elle s'en occupe jusqu'à ce que le petit atteigne l'âge de 5 ou 6 ans.